# Pristerognatha
Pristerognatha is een geslacht van vlinders van de familie bladrollers (Tortricidae).

## Soorten
- P. fuligana - Springzaadbladroller (Denis & Schiffermüller, 1775)
- P. penthinana - Lichte springszaadbladroller (Guenee, 1845)